# Pinturas negras

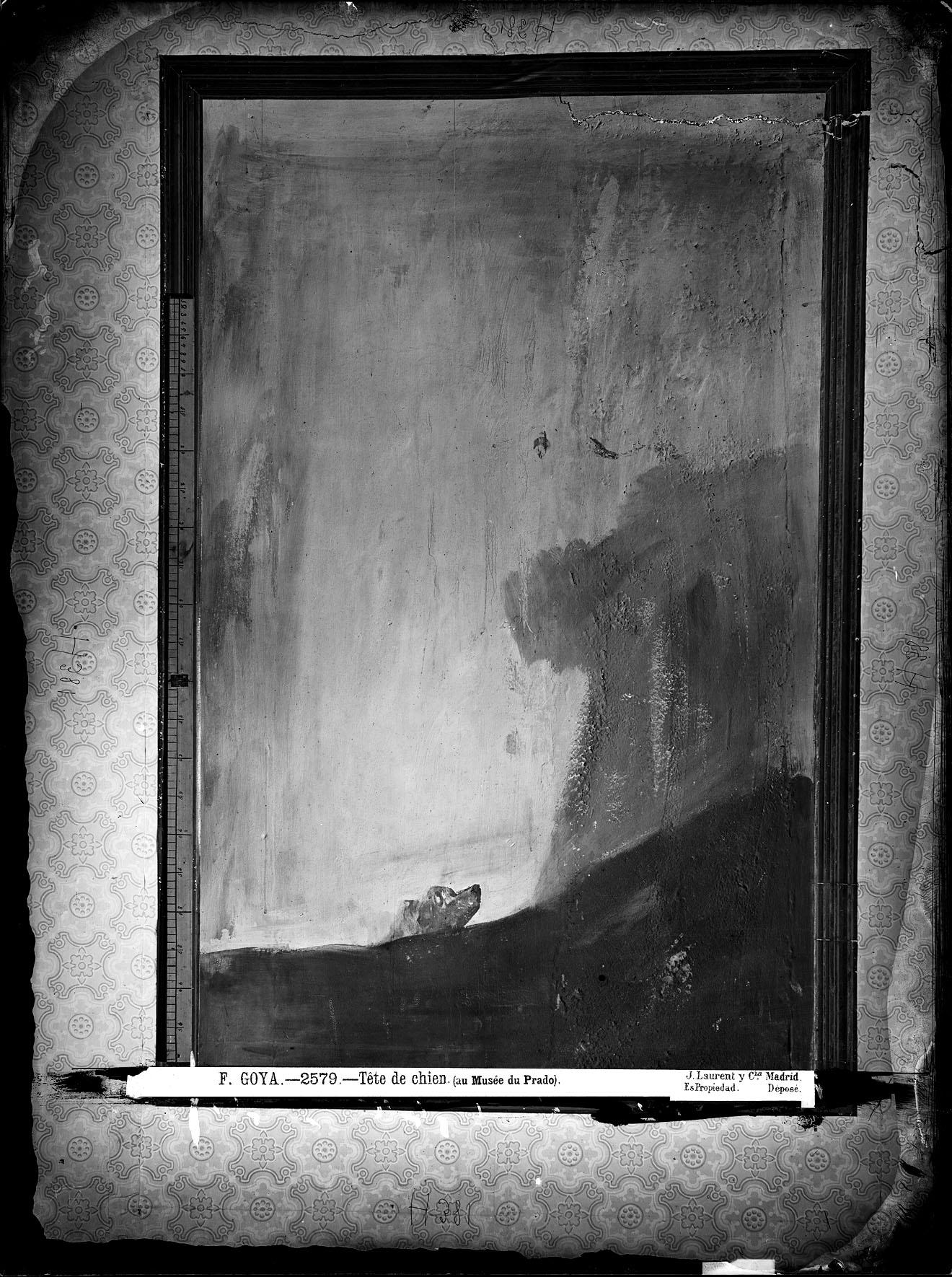
Pintura mural "O cão", em 1874. Fotografia de Jean Laurent. Arquivo Ruiz Vernacci. IPCE (Instituto do Patrimônio Cultural da Espanha).

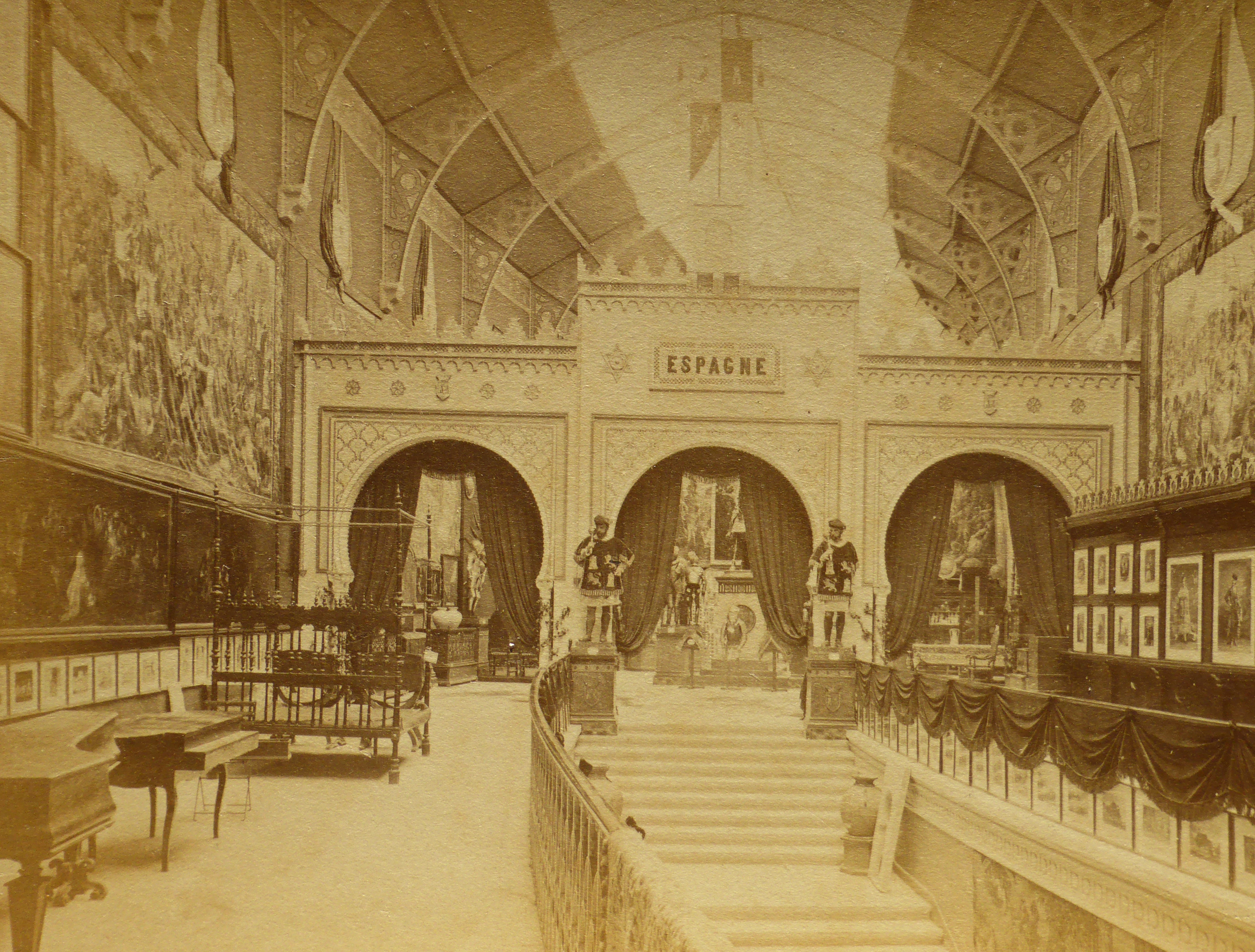
Exposição Universal de 1878 de Paris. O quadro El Aquelarre, à esquerda.

As Pinturas Negras (1819 - 1823) são uma série de catorze quadros de Francisco de Goya pintados com a técnica de óleo al secco (sobre a superfície de reboco da parede) como decoração dos muros de sua casa, a Quinta del Sordo, adquirida pelo pintor em fevereiro de 1819. Os quadros foram trasladados para tela entre 1874 e 1878. Atualmente conservam-se no Museu do Prado de Madrid.
A série, cujos óleos Goya não intitulou, foi catalogada em 1828 pelo amigo de Goya Antonio Brugada e compõe-se das seguintes telas: Átropos ou As Parcas, Dois velhos ou Um velho e um freire, Dois velhos comendo sopa, Duelo com mocas ou A rixa, El Aquelarre, Homens lendo, Judite e Holofernes, A romaria de Santo Isidro, Mulheres rindo, Peregrinação à fonte de Santo Isidro ou Procissão do Santo Ofício, Perro semi-hundido ou El Perro ("O cão"), Saturno devorando um filho, Uma manola: Dona Leocadia Zorrilla e Visão fantástica ou Asmodea.
Goya cedeu a casa, junto com os quadros, a seu filho Javier Goya em 1823, aparentemente para preservar sua propriedade de possíveis represálias após o restauro da Monarquia Absoluta e a repressão fernandina de liberais. Desde então, até fins do século XIX, a existência das pinturas negras foi escassamente conhecida: só alguns críticos, como Charles Yriarte as descreveram. Em 1874, contra a demolição possível da casa, as pinturas foram trasladadas de reboco para tela por Salvador Martínez Cubells a pedido de Émile d'Erlanger, um banqueiro francês de origem alemã, que visava vendê-las na Exposição Universal de Paris de 1878. Contudo, ele próprio doou-as, em 1881, ao Museu do Prado, onde estão expostas atualmente.

## As Pinturas Negras no seu contexto original

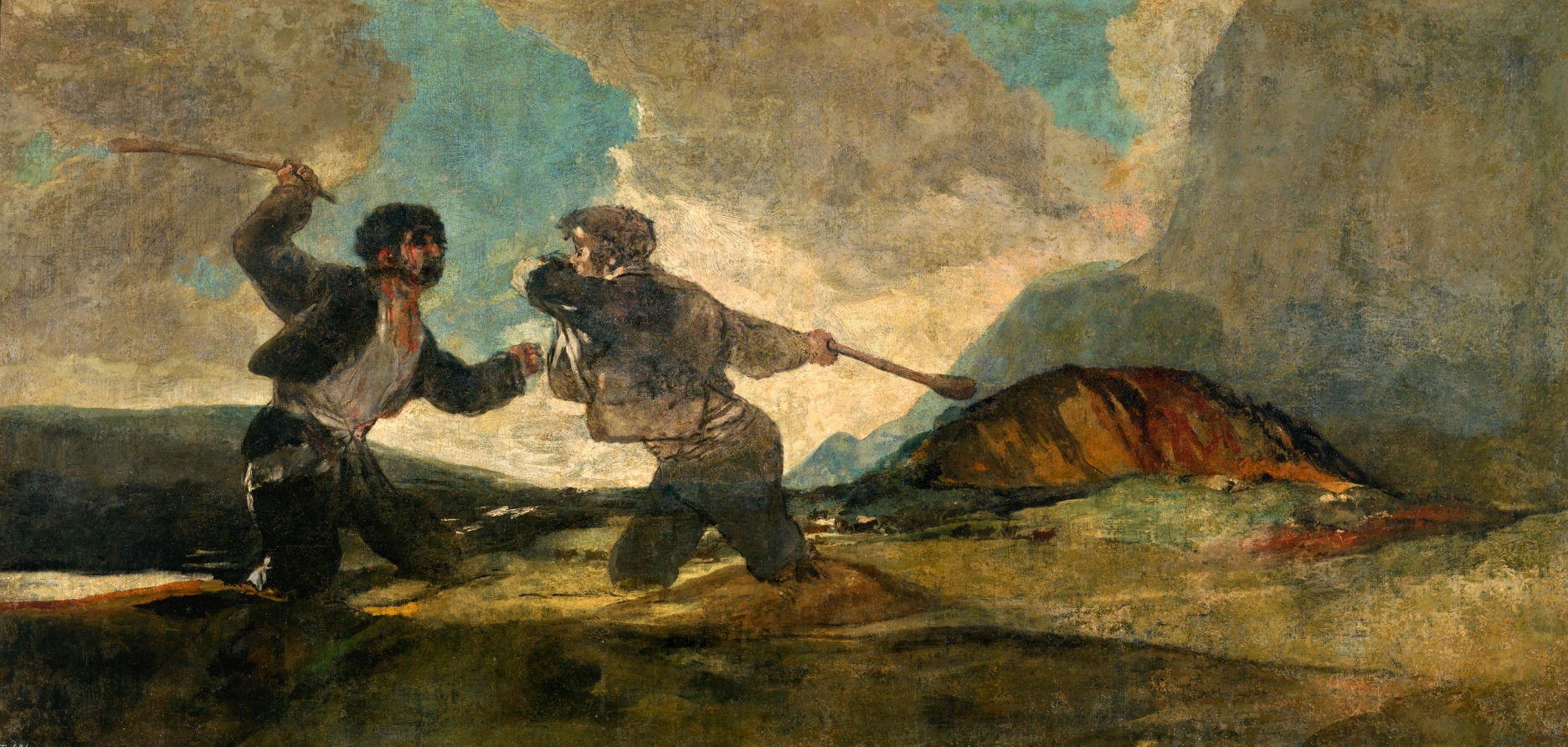
Duelo a bordoadas

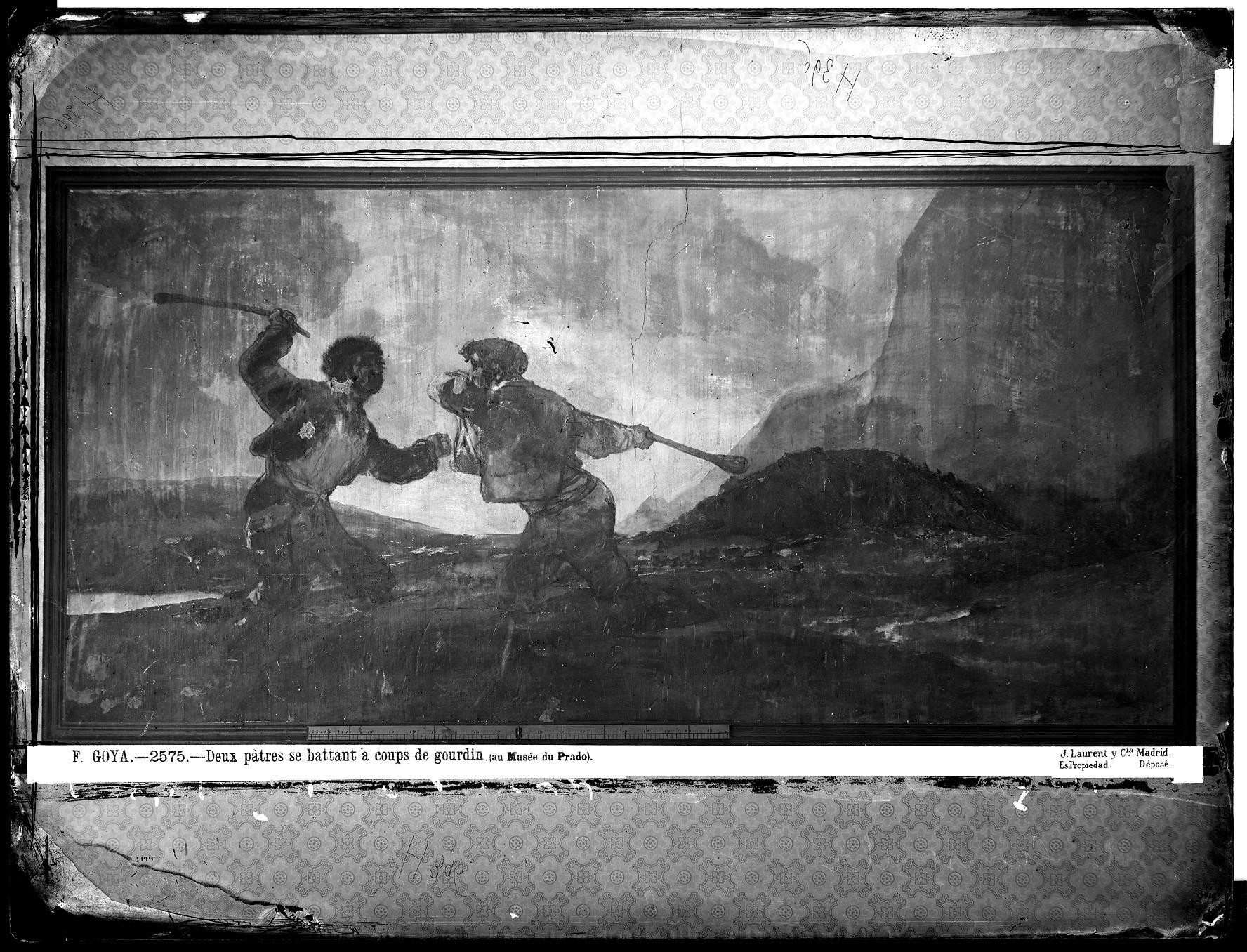
Fotografia da pintura, em 1874, por Jean Laurent.

Goya adquire esta finca na margem do rio Manzanares, justo defronte da ermida e pradaria de Santo Isidro, em Fevereiro de 1819, talvez para viver ali com Leocadia Weiss a salvo de rumores, pois esta era casada com Isidoro Weiss. Era a mulher com a que tinha uma relação e possivelmente uma filha pequena, Rosario, das duas crianças que tinham ao seu cargo. Como em Novembro desse ano Goya sofre uma grave doença —da qual Goya atendido pelo doutor Arrieta (1820) é testemunho—, o artista pôde começar a decoração dos muros da sua casa entre Fevereiro e Novembro de 1819. O certo é que as Pinturas Negras foram pintadas sobre imagens campestres de pequenas figuras, cujas paisagens aproveitou em alguma ocasião, como no Duelo a bordoadas. 

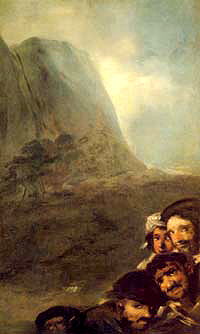
Cabeças em uma paisagem é, com probabilidade, a "décimo quinta" pintura negra, perdida posteriormente, que se conserva na coleção Stanley Moss de Nova York.

Se estas pinturas de tom alegre fossem também obra do aragonês, poderia pensar-se que a crise da doença ligada talvez aos turbulentos acontecimentos do Triênio liberal, levara a Goya a repintar estas imagens. Bozal inclina-se a pensar que, efetivamente, os quadros preexistentes eram de Goya, devido a que só assim se entende que reutilizasse algum dos seus materiais; porém, Glendinning assume que as pinturas «já adornavam as paredes da Quinta del Sordo quando a comprou». Em todo caso, a realização das pinturas da quinta poderia datar de 1820. A data de finalização da obra não pode ir para além de 1823, ano em que Goya marcha para Bordéus e cede a finca ao seu filho Javier, provavelmente temendo represálias após a queda de Rafael de Riego.
Uma recente teoria quis atribuir a autoria das Pinturas Negras ao seu filho Javier; porém, Bozal e Glendinning, dois dos máximos conhecedores da obra pictórica de Goya, recusam esta hipótese. É difícil imaginar que este fato extraordinário não fosse conhecido pelos seus contemporâneos. A técnica pictórica, a qualidade da pincelada, os tipos humanos grotescos, os temas obsessivos, já presentes na obra goyesca anterior e posterior, tornam infundada a atribuição a Javier Goya.
O inventário de Antonio Brugada menciona sete obras no piso térreo e oito no andar superior. Contudo, ao Museu do Prado apenas chegaram catorze (7 + 7). Charles Yriarte (1867) descreve uma pintura mais das quais se conhecem em nossos dias e assinala que esta já fora arrancada do muro quando visitou a finca, sendo trasladada para outra de Vista Alegre, que pertencia ao marquês de Salamanca. Muitos críticos consideram que, pelas suas medidas e o seu tema, esta seria Cabeças em uma paisagem (Nova York, coleção Stanley Moss).
O outro problema de situação radica na intitulada Dois velhos comendo sopa, da qual desconhecemos se era sobreporta do pavimento superior ou do piso térreo. Este detalhe à parte, a distribuição original na Quinta del Sordo era como segue:

Diagrama com a situação original das Pinturas Negras na Quinta del Sordo.

- Piso térreo: Tratava-se de um espaço retangular. Nos lados longos existiam duas janelas próximas aos muros curtos. Entre elas apareciam dois quadros de grande formato oblongo: A romaria de Santo Isidro à direita, segundo a perspectiva do espectador e o Aquelarre à esquerda. Ao fundo, no lado curto enfrente da entrada, uma janela no centro com Judite e Holofernes à sua direita e o Saturno devorando um filho à esquerda. A ambos os lados da porta situavam-se A Leocadia (frente de Saturno) e Dois velhos ou Um velho e um freire frente de Judite.
- Pavimento superior: Das mesmas dimensões que o piso térreo, no entanto só tinha uma janela central nos muros longos, a cujos lados situavam-se dois óleos. Na parede da direita, conforme se entrava, encontravam-se Visão fantástica ou Asmodea perto do espectador e Procissão do Santo Ofício, mais afastada. No da esquerda estavam Átropos ou As Parcas e Duelo a bordoadas sucessivamente. No muro curto do fundo via-se Mulheres rindo à direita do vão e à esquerda Homens lendo. Do lado direito da porta de entrada encontrava-se El Perro e à esquerda pôde situar-se Cabeças em uma paisagem.

Numa das sobreportas estaria Dois velhos comendo sopa, que Glendinning localiza na do piso térreo.
Esta disposição e o estado original das obras podem ser conhecidos, além dos testemunhos escritos, pelo catálogo fotográfico que in situ levou a cabo J. Laurent por encomenda de um restaurador de pintura do Museu do Prado, em antecipação ao possível demolição da casa de campo, em 1874. Por ele é conhecido que as pinturas foram enquadradas com moldes de gesso classicistas de sanefas, assim como as portas, janelas e o friso sob o forro de teto. As paredes foram empapeladas, como era costume nas residências palacianas e burguesas, com material procedente da Real Fábrica de Papel Pintado promovida por Fernando VII. No piso térreo com motivos de frutos e folhas e no andar superior com desenhos geométricos organizados em linhas diagonais. Também documentam as fotografias o estado anterior ao traslado, e assim podemos saber, por exemplo, que em El Aquelarre havia um fragmento à direita que não se conserva atualmente.
|  |  |

## Análise de conjunto

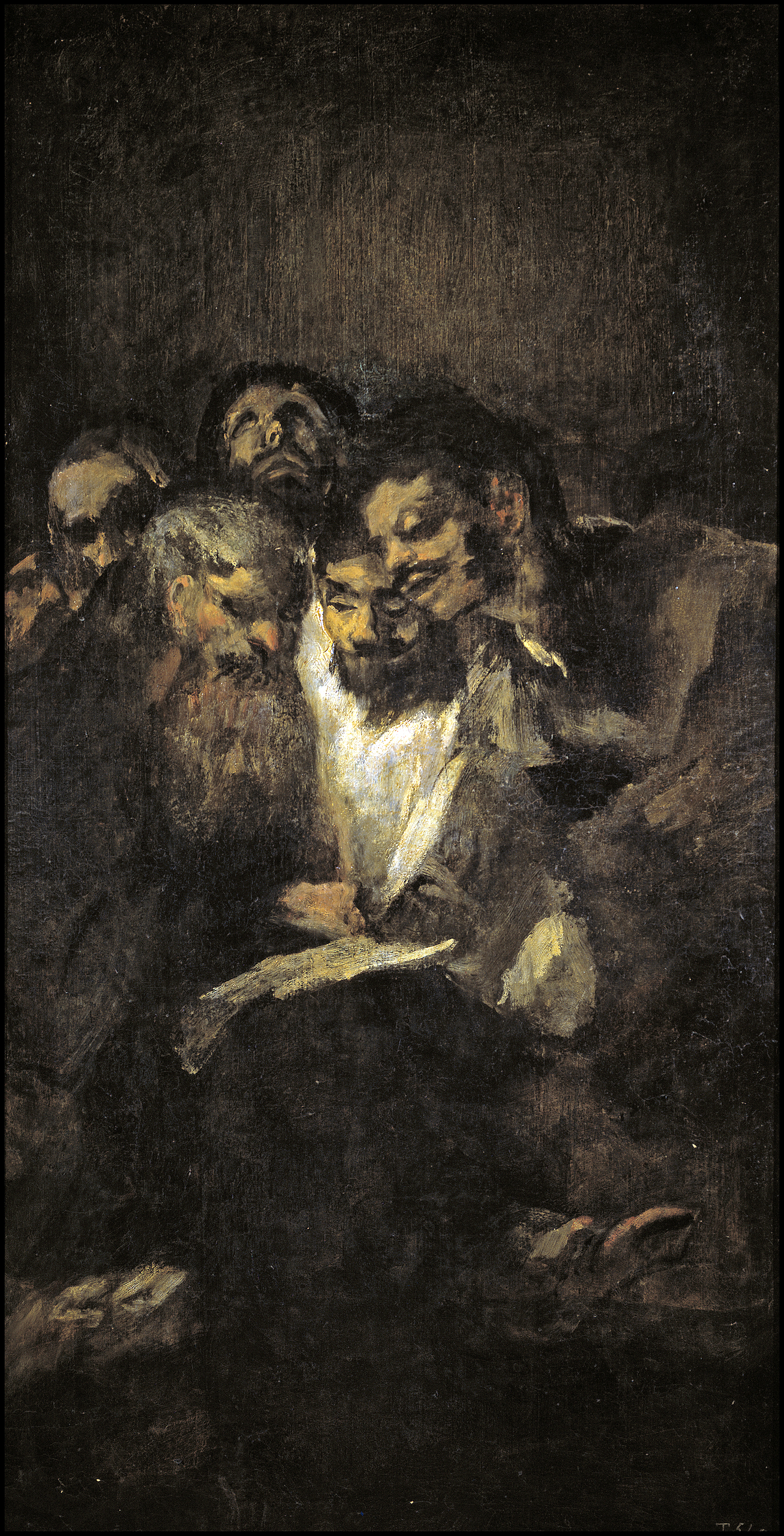
Homens lendo. A cena que representa este quadro viu-se como uma das tertúlias políticas clandestinas que se produziram nos tempestuosos anos do Triênio Liberal.

De 1820 Goya é cada vez mais apreçado pelos seus contemporâneos quando aborda o estilo do Sublime Terrível em que se enquadram estas obras. O conceito foi desenvolvido por Edmund Burke em A Philosophical Enquiry into the Ideas of the Beautiful and Sublime (1757), e estendeu-se por Europa na segunda metade do século XVIII. A mentalidade romântica estima a originalidade no artista, acima de qualquer outro conceito, e autores como Felipe de Guevara assinalam o gosto contemporâneo pelas produções dos melancólicos saturninos, cujo temperamento os leva para produzir obras cheias de «terribilidades e rasgamentos nunca imaginados».
Há consenso entre a crítica especializada em propor causas psicológicas e sociais para a realização das Pinturas Negras. Entre as primeiras estariam a consciência de decadência física do pintor, mais acentuada ainda a partir da convivência com uma mulher muito mais nova, Leocadia Weiss, e sobretudo as consequências da grave doença de 1819, que fez tornar Goya num estado de debilidade e cercania à morte que reflete o cromatismo e o assunto destas obras.
Do ponto de vista sociológico, tudo indica que Goya pintou seus quadros a partir de 1820 —embora não haja prova documental definitiva— após se repor da sua doença. A sátira da religião (romarias, procissões, a Inquisição) ou os confrontos civis (como sucede em Duelo a bordoadas ou as tertúlias e conspirações visíveis, ao parecer, em Homens lendo; e mesmo levando em conta uma interpretação em chave política que poderia depreender-se do Saturno: o Estado devorando os seus súditos ou cidadãos) concordam com a situação de instabilidade que se produziu na Espanha a partir do levantamento constitucional de Fernando Riego. De fato, o período 1820-1823 coincide cronologicamente com as datas de realização da obra. Cabe pensar que os temas e o tom destes quadros foi possível num âmbito de ausência de censura política, que não se deu durante as restaurações monárquicas absolutistas. Por outro lado, muitos das personagens das Pinturas Negras (duelistas, freires, monjas, familiares da Inquisição) representam o mundo caduco anterior aos ideais da Revolução Francesa.

### Temas
Não se pôde encontrar, em que pese às variadas tentativas neste senso, uma interpretação orgânica para toda a série decorativa no seu contexto original. Em parte porque a disposição exata está ainda submetida a conjeturas, mas, sobretudo, porque a ambiguidade e a dificuldade de encontrar o senso exato de muitos dos quadros em particular, fazem que o significado global destas obras seja ainda um enigma. Mas, assim mesmo, há várias linhas interpretativas que é preciso levar em conta.

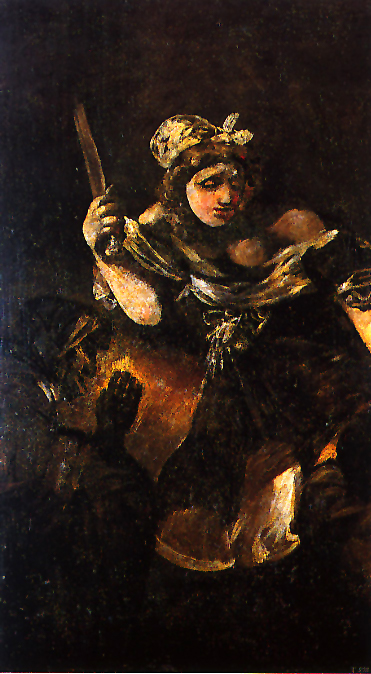
Em Judite e Holofernes a interpretação psicanalítica viu nele a representação da castração do homem poderoso e maduro. Não é desatinado ver um símbolo da relação sexual entre Goya e Leocádia Weiss.

Glendinning assinala que Goya orna sua quinta atendo-se ao decoro com que se realizavam os palácios da nobreza e a alta burguesia. Segundo estas normas, e considerando que o piso térreo servia como comedor, os quadros deveriam ter uma temática acorde com o contorno: deveria haver cenas campestres —a vila situava-se na margem do rio Manzanares e frente à pradaria de Santo Isidro— naturezas-mortas e representações de banquetes alusivos à função da sala. Embora o aragonês não trate estes gêneros explicitamente, Saturno devorando um filho e Dois velhos comendo sopa remetem, já de jeito irônico e com humor negro, ao ato de comer. Aliás, Judite mata a Holofernes após convidá-lo a um banquete. Outros quadros invertem a habitual cena bucólica e relacionam-se com a próxima ermida do santo padroeiro dos madrilenos: A romaria de Santo Isidro, A peregrinação a Santo Isidro em mesmo A Leocádia, cujo sepulcro pode relacionar-se com o cemitério anexo à ermida.
Desde outro ponto de vista, o piso térreo, pior iluminado, contém quadros de fundo majoritariamente obscuro (exceto A Leocadia, se bem que veste de luto e aparece na obra uma tumba, talvez a do próprio Goya). Nela é muito abundante a presença da morte e da velhice do homem. Mesmo a decadência sexual, segundo se interpreta freudianamente a relação com mulheres novas que sobrevivem e mesmo castram o homem (Leocadia e Judite respectivamente). Os velhos comendo sopa, outros dois "velhos" no quadro de formato vertical homônimo, o envelhecido Saturno... representam a figura masculina. Saturno é, além disso, o deus do tempo e a encarnação do caráter melancólico, relacionado com a bílis negra, o que atualmente seria denominado depressão.
No segundo andar, Glendinning apreça um contraste entre o riso e o pranto (a sátira e a tragédia) e entre os elementos da terra e do ar. Para a primeira dicotomia, Homens lendo, com o seu ambiente de seriedade, opor-se-ia a Mulheres rindo; estes são os dois únicos quadros obscuros da sala e marcariam a pauta —o espectador contemplava-os ao fundo da estância ao aceder a ela— das oposições dos demais. Assim, nas cenas de mitologia de Asmodea e Átropos perceber-se-ia a tragédia, enquanto em outros, como a Peregrinação do Santo Ofício vislumbramos uma cena satírica. Quanto ao segundo dos contrastes, há figuras suspendidas no ar nos dois quadros antes mencionados e afundadas ou assentadas na terra no Duelo a bordoadas e no Santo Ofício. Porém, nenhuma destas hipóteses soluciona satisfatoriamente a procura de uma unidade no conjunto dos temas da obra analisada.

### Estilo
Contudo, a única unidade constatável entre estes óleos é as constantes de estilo. A composição destes quadros é nova. As figuras costumam aparecer descentradas, sendo um caso extremo Cabeças em uma paisagem, no que quatro ou cinco cabeças se juntam na parte inferior direita do quadro, aparecendo como cortadas ou a ponto de sairem do enquadre. Tal desequilíbrio é uma amostra da maior modernidade compositiva. Também estão deslocadas as massas de figuras d´A romaria de Santo Isidro —na que o grupo principal aparece à esquerda—, A peregrinação do Santo Ofício —à direita neste caso—, e mesmo em El Perro ("O cão"), no que o espaço vazio ocupa a maior parte do formato vertical do quadro, deixando uma pequena parte embaixo para o talude e a cabeça semi-afundada. Deslocadas num lado da composição estão também As Parcas, Asmodea, e mesmo originalmente, El Aquelarre, embora tal desequilíbrio se perdesse após o restauro dos irmãos Martínez Cubells.

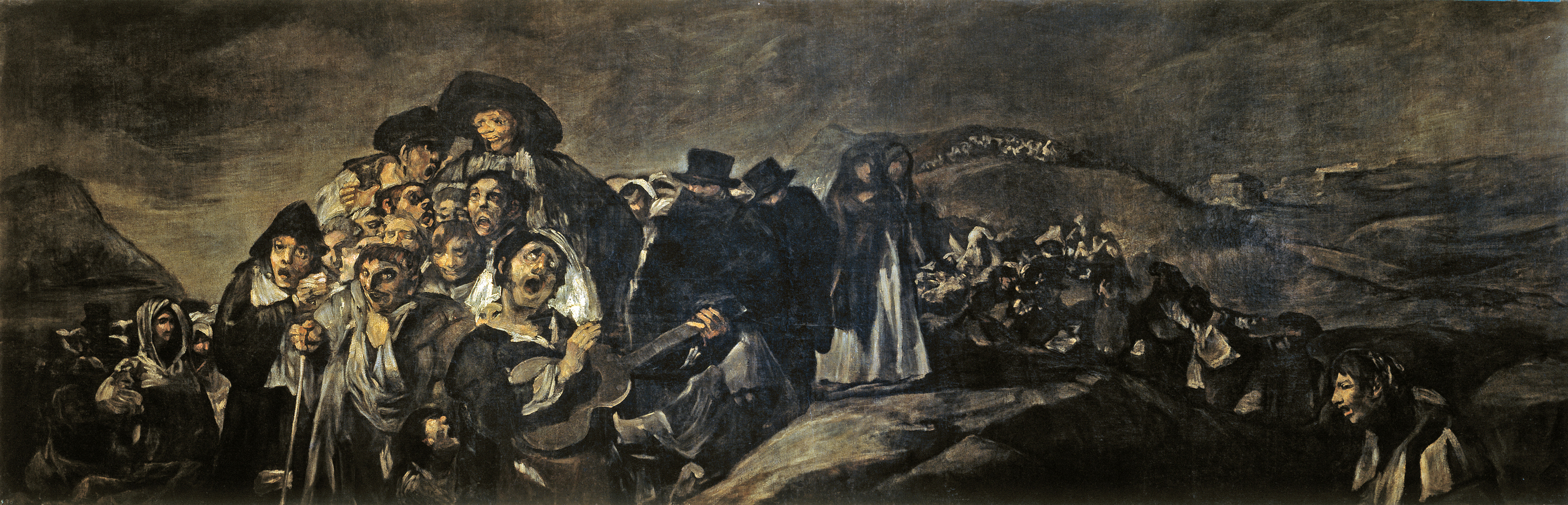
"A romaria de Santo Isidro" amostra as constantes estilísticas mais características das Pinturas Negras.

Muitas das cenas das Pinturas Negras são noturnas, amostrando a ausência da luz, o dia que morre. Vê-se em A romaria de Santo Isidro, no Aquelarre, na Peregrinação do Santo Ofício (uma tarde já vencida para o ocaso), e destaca-se o preto como fundo em relação a esta morte da luz. Tudo isso gera uma sensação de pessimismo, de visão tremenda, de enigma e espaço irreal.
As facções das personagens apresentam atitudes reflexivas ou extáticas. A este segundo estado respondem as figuras com os olhos muito abertos, com a pupila rodeada de branco, e as fauces abertas em rostos caricaturados, animais, grotescos. Contemplamos o tracto digestivo, algo repudiado pelas normas acadêmicas. Amostra-se o feio, o terrível; já não é a beleza o objeto da arte, senão o pathos e certa consciência de mostrar todos os aspetos da vida humana sem descartar os mais desagradáveis. Não em vão Bozal fala de uma capela sixtina laica na que a salvação e a beleza foram substituídas pela lucidez e a consciência da solidão, a velhice, a morte.
Como em todas as Pinturas Negras, a gama cromática fica reduzida a ocres, dourados, terras, grises e negros; com apenas algum branco brilhante nas roupas para dar contraste e azul nos céus e em algumas pinceladas soltas de paisagem, no que concorre também algum verde, sempre com escassa presença.
Todos estes traços são um expoente das características que desde o século XX foram consideradas como precursoras do expressionismo pictórico. É uma das causas da influência da obra de Goya na pintura moderna.